# Tuwi Perya
Tuwi Perya is een bestuurslaag in het regentschap Aceh Jaya van de provincie Atjeh, Indonesië. Tuwi Perya telt 498 inwoners (volkstelling 2010).